# 91式携帯地対空誘導弾
91式携帯地対空誘導弾（）は、日本の防衛省技術研究本部と東芝が開発した国産の携帯式防空ミサイルシステム (MANPADS)。
略称は「携SAM」および「SAM-2」、広報向け愛称は「ハンドアロー」で、部隊内では「スティンガー」、「PSAM」と呼称されている。自衛および基地防空用として三自衛隊に配備されている。

## 概要

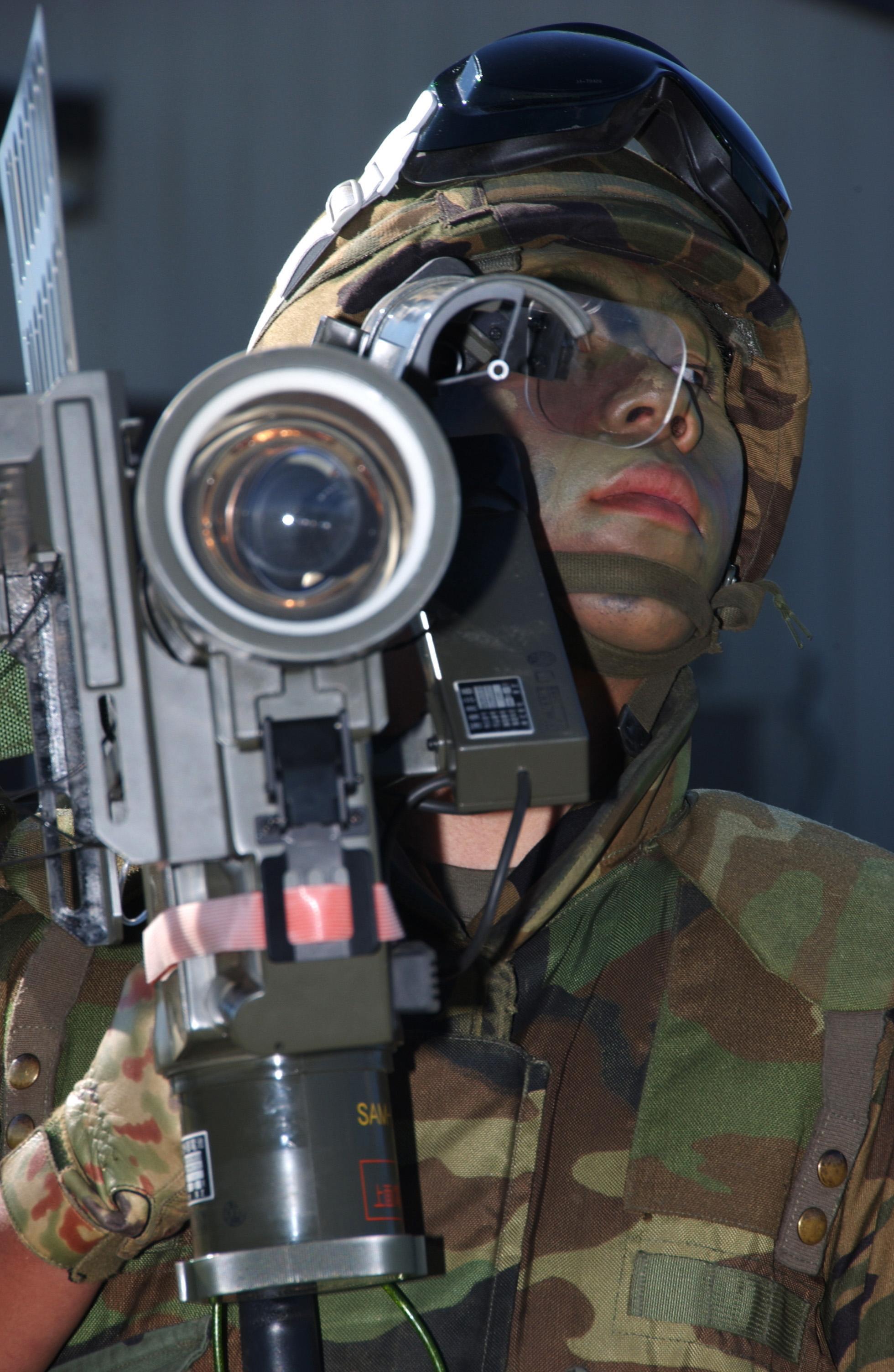
誘導弾先端のシーカー部

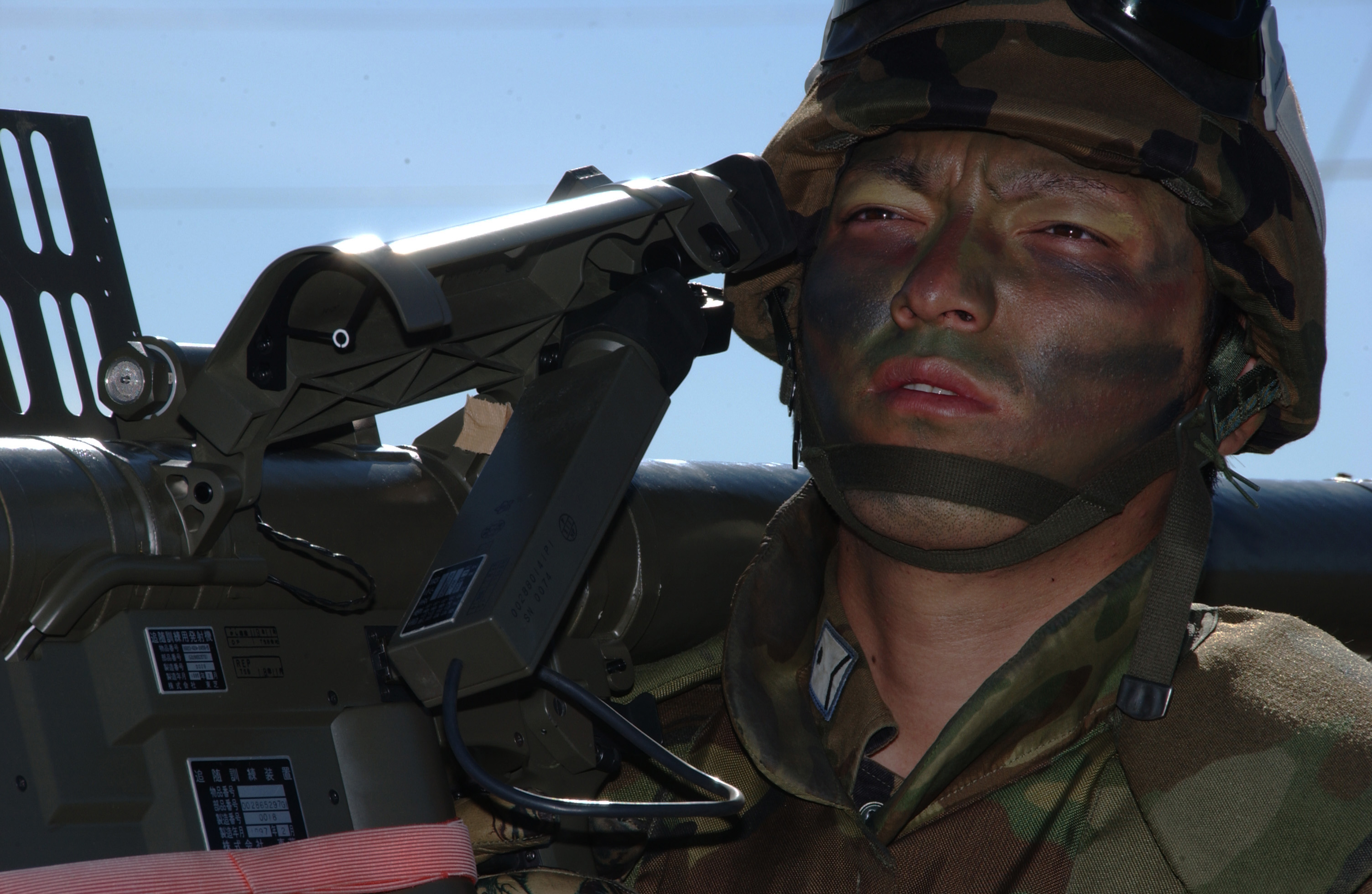
個人携帯地対空誘導弾(改) (SAM-2B) に装備されている、可視光イメージ誘導の際に使用する画像表示装置（写真の中央部分）

アメリカ合衆国製の携帯地対空誘導弾FIM-92 スティンガーの後継として、1991年（平成3年）に制式採用された携帯式防空ミサイルシステムである。1979年より部内研究が行われていたが、1987年より試作に入っている。派生型としてOH-1観測ヘリコプターに搭載する空対空ミサイル型や、高機動車に4連装発射機2基を搭載した93式近距離地対空誘導弾が存在する。
通常の赤外線パッシブ誘導と可視光イメージ誘導とを併用したハイブリッド型の誘導方式となっており、後者はCCDカメラの画像認識により、人の目と同じように目標の可視光イメージを記憶してから誘導（画像認識誘導）ができる。そのため、発射器本体には、ハンディタイプのVTRカメラに装着されているビューファインダーに似た可動式の画像表示装置が取付けられている。これにより赤外線低放出目標や目標機体正面方向からでも発射が可能になり、フレアなどの妨害装置にも強くなった。ミサイルの姿勢制御は、発射後に展開する前部の小型翼4枚と、ミサイル後部のくびれ部にある4枚の翼を用いて行っている。推進機関は、2段式の固体燃料ロケットであり、発射ロケットにより、射手との距離を確保し、ブラストの影響範囲外に出たのちに飛翔用ロケットに点火される。
信管は設定秒時に作動する自爆機能を持つ。携行型は、発射筒に封入された誘導弾および発射器、外部電池、敵味方識別装置 (IFF) によって構成される。発射器の形状は、スティンガーと似ているが、発射筒前上部のIFFアンテナの穴がSAM-2は2列、スティンガーは1列となっている。
主に陸上自衛隊の普通科・機甲科（戦車）部隊や特科部隊の自衛防空用に配備されているが、航空自衛隊や海上自衛隊でも1993年（平成5年）から基地防空用に配備されている。空自では当初、操作要員に予備自衛官を充てることを想定していたが、操作法が難しく短期間の訓練で習熟することが不可能と判断され、現職の基地防空隊員と運用要員が扱っている。
2007年（平成19年）度からライフサイクルコストの低減や、低空目標への対処能力の改善、携行SAMとしては世界初の赤外線画像 (IIR) 誘導方式による夜間戦闘能力の向上、煙の少ない推進薬の使用などの改良を加えた個人携帯地対空誘導弾(改) (SAM-2B) の調達が開始された。2002年度から開発が開始され、開発経費は約26億円となっている。またSAM-2Bの開発中には93式近距離地対空誘導弾の発射装置やOH-1のランチャーに共用性試験用誘導弾を搭載しての共用性試験も実施されており､これにより発射までのシーケンスを確認された。

## 調達数
| SAM-2                | SAM-2     |
| 調達年度             | 数量      |
| -------------------- | --------- |
| 平成3年度（1991年）  | 13セット  |
| 平成4年度（1992年）  | 13セット  |
| 平成5年度（1993年）  | 13セット  |
| 平成6年度（1994年）  | 13セット  |
| 平成7年度（1995年）  | 18セット  |
| 平成8年度（1996年）  | 15セット  |
| 平成9年度（1997年）  | 18セット  |
| 平成10年度（1998年） | 13セット  |
| 平成11年度（1999年） | 12セット  |
| 平成12年度（2000年） | 11セット  |
| 平成13年度（2001年） | 11セット  |
| 平成14年度（2002年） | 39セット  |
| 平成15年度（2003年） | 52セット  |
| 平成16年度（2004年） | 23セット  |
| 平成17年度（2005年） | 15セット  |
| SAM-2の合計          | 279セット |
| SAM-2B               |           |
| 平成19年度（2007年） | 23セット  |
| 平成20年度（2008年） | 13セット  |
| 平成21年度（2009年） | 19セット  |
| 平成22年度（2010年） | 22セット  |
| SAM-2Bの合計         | 77セット  |
| SAM-2全体の合計      | 356セット |

## 画像

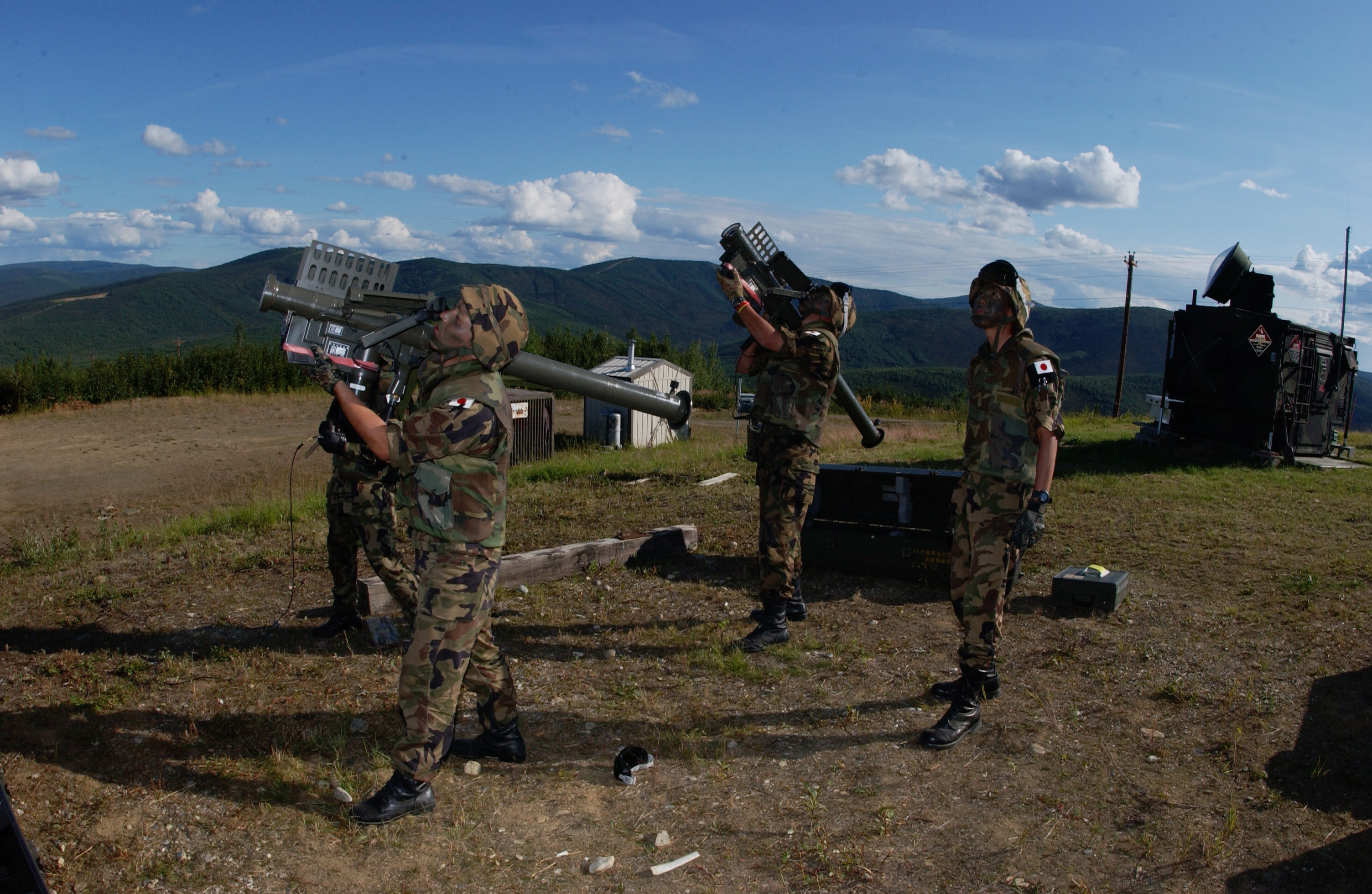
発射機を構える航空自衛隊の隊員
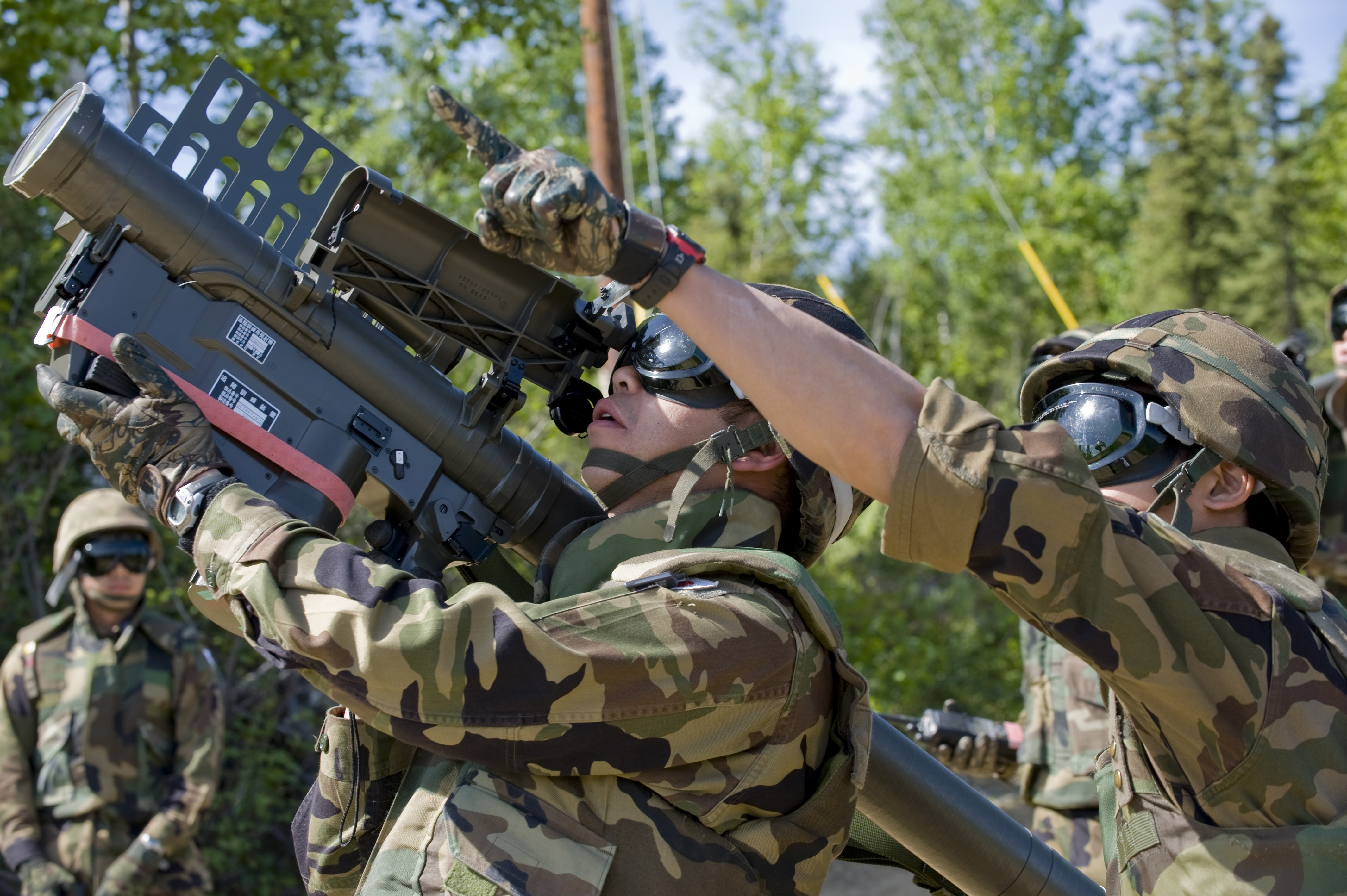
上空を飛行する目標に狙いを定める隊員
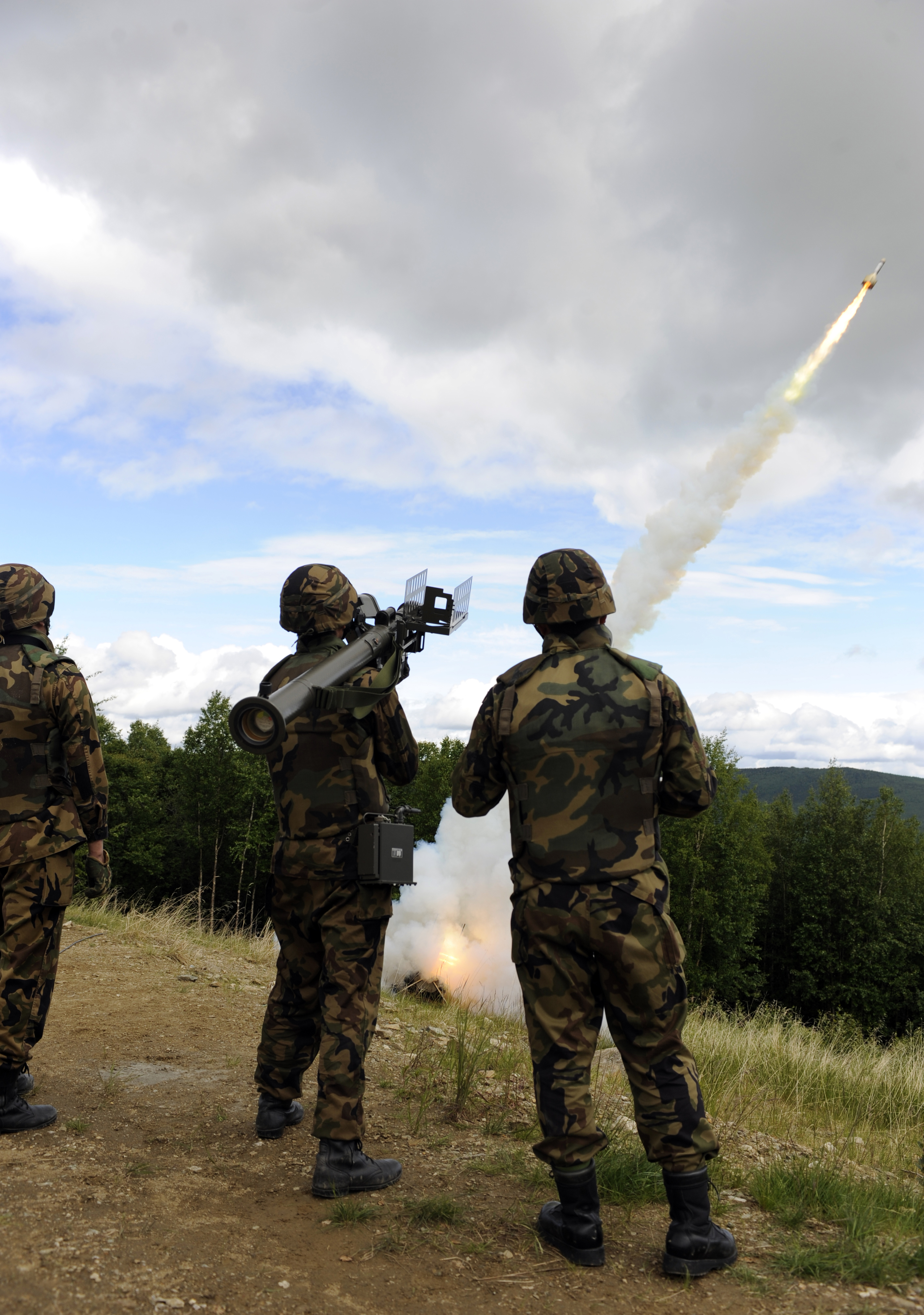
訓練における91式の発射
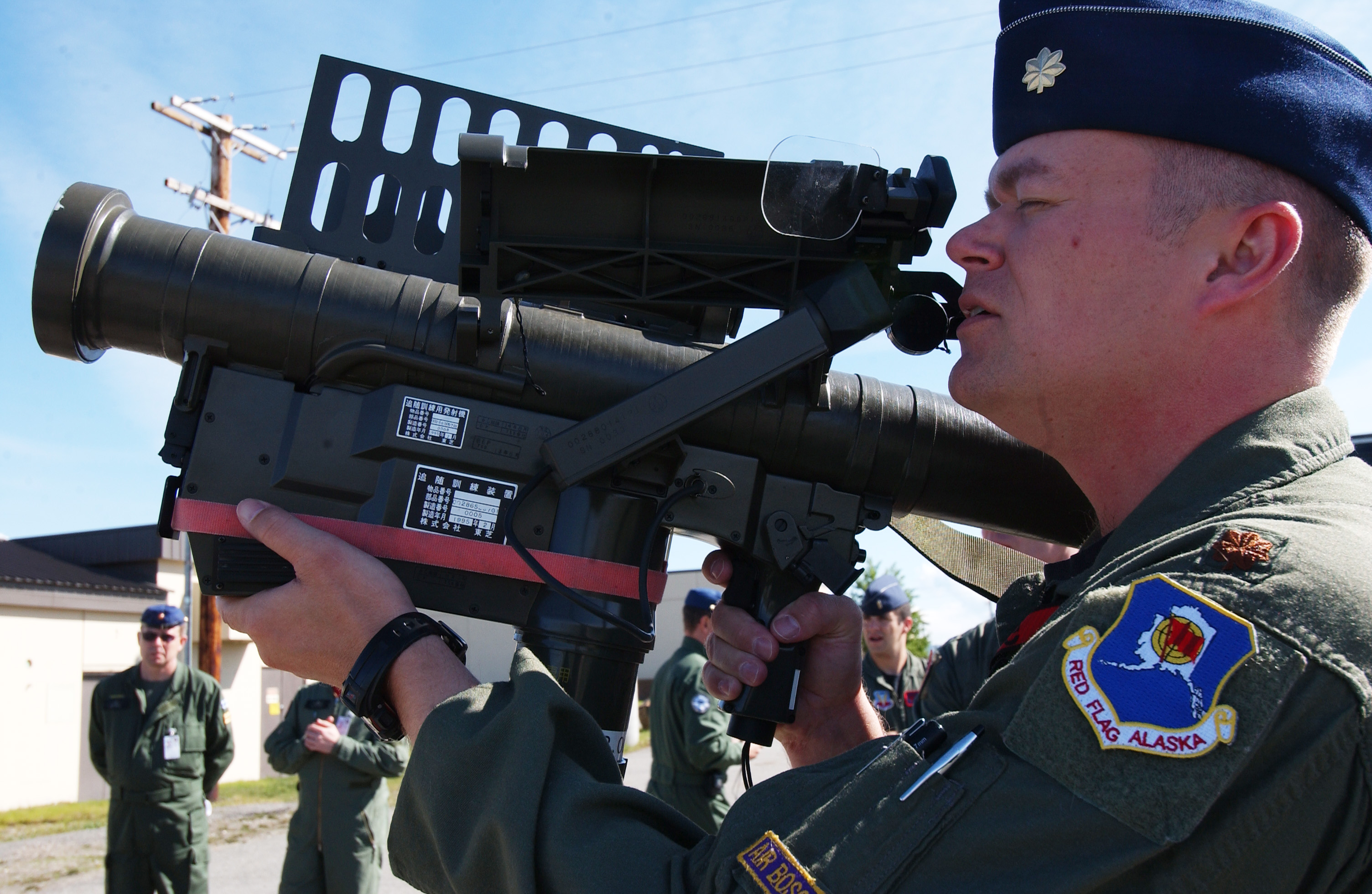
日米共同訓練において、91式を構えるアメリカ軍人
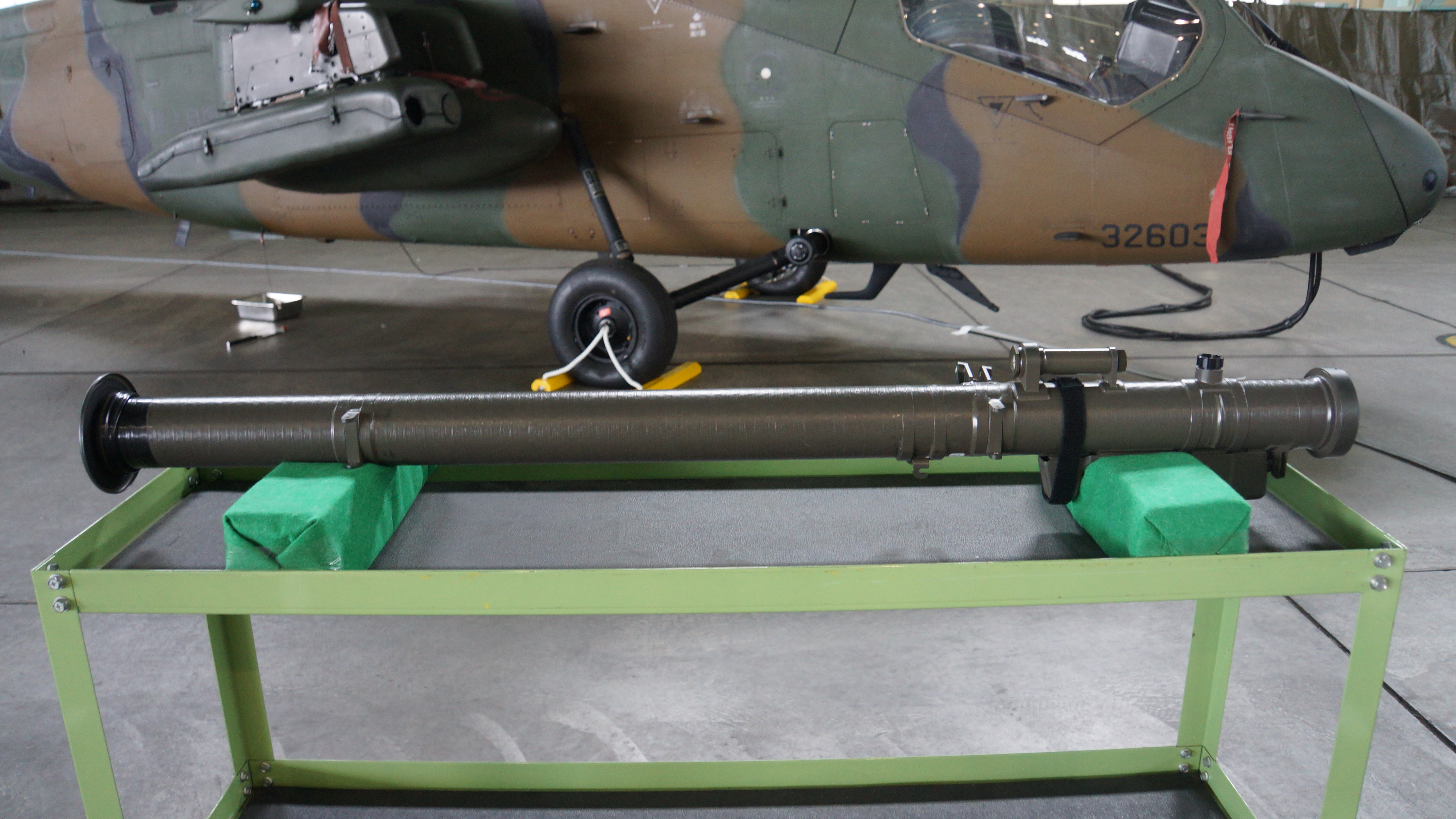
OH-1観測ヘリコプターの91式地対空誘導弾（SAM-2）発射機本体

## 登場作品

### 漫画
『空母いぶき』
特殊作戦群がC-2に積まれていた物資を回収後、反撃手段として用いられた。
『ジパング』
第二次世界大戦時へタイムスリップする架空のイージス護衛艦「みらい」の海外派遣用の装備として武器庫に積み込まれており、艦載機のSH-60J哨戒ヘリコプターのキャビンから、核爆弾を搭載した大和型戦艦「大和」を停船させるために煙突に向けて発射する。
なお、実際の海上自衛隊では91式は基地防空用に配備されているが護衛艦には通常積まれていない。
『続・戦国自衛隊』
戦国時代へタイムスリップする自衛隊の装備として登場。「関ヶ原の戦い」にて、アメリカ軍のAH-64D アパッチ・ロングボウに対して使用する。

### 小説
『自衛隊三国志』
三国時代へタイムスリップする自衛隊国際連合平和維持活動（PKO）部隊の装備として、個人携帯地対空誘導弾（改）（SAM-2B）が「11式携帯地対空誘導弾（SAM-3）」の名称で登場。襲来する中国軍の攻撃ヘリコプターに対して使用される。
『中国完全包囲作戦』（文庫名：『中国軍壊滅大作戦』）
03式中距離地対空誘導弾・81式短距離地対空誘導弾・93式近距離地対空誘導弾とともに登場し、統一朝鮮空軍のF-15KおよびKF-16を撃墜する。
『日中尖閣戦争』
第1挺進団の町田三曹と小川士長が中国海軍のミサイル艇を攻撃するために使用し、煙突を破壊する。
『日本国召喚』
陸上自衛隊の装備として登場。第1巻ではOH-1に搭載されたものがロウリア王国軍のワイバーンに使用される。第2巻ではトーパ王国に派遣された陸自隊員が、飛翔中の魔王ノスグーラに対して発射する。
『ルーントルーパーズ 自衛隊漂流戦記』
異世界に飛ばされた自衛隊のAH-64DとOH-1に搭載されたものが、襲来する竜騎士たちに対して使用される。
実際のAH-64Dに搭載されているのはスティンガーだが、作中では、少ない機数を質でカバーするために行った近代化改修により、搭載可能になったと設定されている。